# Liste der Grünen Landtagsabgeordneten in Österreich
Diese Liste der Grünen Landtagsabgeordneten in Österreich enthält alle aktiven und ehemaligen Landtagsabgeordneten der österreichischen Partei Die Grünen – Die Grüne Alternative.

## Burgenland

### Derzeitige Abgeordnete
- Margit Paul-Kientzl (2025–)
- Wolfgang Spitzmüller (2014–)

### Ehemalige Abgeordnete
- Anja Haider-Wallner (2024–2025)
- Margarethe Krojer (28. Dezember 2000 – 24. Juni 2010)
- Regina Petrik (2015–2024)
- Michel Reimon (24. Juni 2010 – 2014)
- Joško Vlasich (28. Dezember 2000 – 24. Juni 2010)

## Kärnten

### Ehemalige Abgeordnete
- Rolf Holub (März 2004 – 2013)
- Michael Johann (2013–2018)
- Zalka Kuchling (2013–2018)
- Reinhard Lebersorger (2013–2018)
- Barbara Lesjak (März 2004 – 2018)
- Sabina Schautzer (2013–2018)

## Niederösterreich

### Derzeitige Abgeordnete
- Georg Ecker (2018 − )
- Dominic Hörlezeder (2023 − )
- Helga Krismer-Huber (2003 − )
- Silvia Moser (2018 − )

### Ehemalige Abgeordnete
- Amrita Enzinger (2008 – 2018)
- Brigid Weinzinger (1998 – 2003)
- Martin Fasan (1998 – 2008)
- Madeleine Petrovic (2003 – 2018)
- Emmerich Weiderbauer (2003  – 2018)

## Oberösterreich

### Derzeitige Abgeordnete
- Reinhard Ammer (2021 − )
- Anne-Sophie Bauer (2021 − )
- Dagmar Engl (2021 − )
- Rudolf Hemetsberger (2021 − )
- Severin Mayr (2015 − )
- Ulrike Schwarz (2003 − )
- Ines Vukajlović (2021 − )

### Ehemalige Abgeordnete
- Rudolf Anschober (31. Oktober 1997 – 2003)
- Ulrike Böker (2015 − 2021)
- Johanna Bors (2020 − 2021)
- Maria Buchmayr (23. Oktober 2009 − 2021)
- Doris Eisenriegler (31. Oktober 1997 – 23. Oktober 2009)
- Gottfried Hirz (2003 − 2021)
- Stefan Kaineder (2015 – 2020)
- Markus Reitsamer (23. Oktober 2009 – 2015)
- Gunther Trübswasser (31. Oktober 1997 – 23. Oktober 2009)
- Maria Wageneder (2003 – 2015)

## Steiermark

### Derzeitige Abgeordnete
- Sandra Krautwaschl (2015  − )
- Veronika Nitsche (2019 − )
- Lambert Schönleitner (2008 − )

### Ehemalige Abgeordnete
- Peter Hagenauer (1999 – 2008)
- Sabine Jungwirth (2010 – 2017)
- Hertgunde Kammlander (1986 – 1991)
- Lara Köck (2017 − 2024 )
- Josef Korber (1986 – 1991)
- Andreas Lackner (2022)
- Ingrid Lechner-Sonnek (2000 – 2015)
- Alexander Pinter (2019 – 2022)
- Georg Schwarzl  (2019 − 2024)
- Martin Wabl (1996 − Oktober 1999)
- Edith Zitz (1996 – 2010)

## Salzburg

### Derzeitige Abgeordnete
- Simon Hofbauer (2013 – 2018, 2019 − 2022, 2023 −)
- Martina Berthold (2018 – 2019, 2023 −)
- Kimbie Humer-Vogl (2013 – )

### Ehemalige Abgeordnete
- Christian Burtscher (1989 – 1999)
- Rupert Fuchs (2013 – 2018)
- Karoline Hochreiter (1989 – 1999)
- Angela Lindner (2013 – 2018)
- Matthias Meisl (1994 – 1999)
- Heidi Reiter (1999 – 22. April 2009)
- Astrid Rössler (22. April 2009 – 2013)
- Josef Scheinast (2013 − 2023)
- Cyriak Schwaighofer (1999 – 2018)
- Heinrich Schellhorn (2022 – 2023)

## Tirol

### Derzeitige Abgeordnete
- Zeliha Arslan (2022– )
- Gebi Mair (2008– )
- Petra Wohlfahrtstätter (2022– )

### Ehemalige Abgeordnete
- Andreas Angerer (2013–2017)
- Christine Baur (2008–2013)
- Josef Brugger (2003–2008)
- Ahmet Demir (2013–2018)
- Bernhard Ernst (1994–1999)
- Ingrid Felipe (2012–2013)
- Gabriele Fischer (2013–2018)
- Angelika Hörmann (2006–2008)
- Stephanie Jicha (2018–2022)
- Georg Kaltschmid (2018–2022)
- Franz Klug (1989–1999)
- Eva Lichtenberger (1989–1994)
- Michael Mingler (2018–2022)
- Max Schneider (1994–1999)
- Barbara Schramm-Skoficz (2017–2018)
- Uschi Schwarzl (2003–2006)
- Jutta Seethaler (1989–1994)
- Elisabeth Wiesmüller (1999–2008)
- Maria Scheiber (1999–2012)
- Hermann Weratschnig (2013–2018)
- Georg Willi (1994–2013)

## Vorarlberg

### Derzeitige Abgeordnete
- Christine Bösch-Vetter (2022– )
- Eva Hammerer (2019– )
- Bernhard Weber (2019– )
- Daniel Zadra (2014–2022, 2024– )

### Ehemalige Abgeordnete
- Vahide Aydın (2009–2024)
- Bernd Bösch (2004–2014)
- Brigitte Flinspach (1989–1994)
- Karin Fritz (2004–2009)
- Adi Gross (2014–2019)
- Christian Hörl (1994–2000)
- Nadine Kasper (2019–2024)
- Jutta Kräutler-Berger (1989–1994)
- Sabine Mandak (1999–2002)
- Christoph Metzler (2014–2024)
- Sigfrid Peter (1984–1987)
- Johannes Rauch (2000–2014)
- Manfred Rünzler (1984–1987)
- Sandra Schoch (2014–2024)
- Max Schöringhumer (1984–1985)
- Kaspanaze Simma (1984–1987 und 1994–1999)
- Herbert Thalhammer (1987–1989)
- Nina Tomaselli (2014–2019)
- Katharina Wiesflecker (2002–2014)

## Wien
siehe Hauptartikel: Liste der Grünen Landtagsabgeordneten und Gemeinderäte in Wien

### Derzeitige Abgeordnete
- Hans Arsenovic (2019 − )
- Berîvan Aslan (2020 − )
- Jaafar Bambouk (2025 − )
- Ursula Berner (2019 − )
- David Ellensohn (2001 – 2004, 2010 − )
- Barbara Huemer (2015 − )
- Jennifer Kickert (2011 − )
- Theodor Löcker (2025 − )
- Julia Malle (2020 − )
- Georg Prack (2020 − )
- Theresa Schneckenreither  (2025 − )
- Heidemarie Sequenz (2020 − )
- Felix Stadler (2020 − )
- Kilian Stark (2020 − )
- Christina Wirnsberger (2025 − )

### Ehemalige Abgeordnete
- Waltraut Antonov (18. November 2005 – 2010)
- Heidemarie Cammerlander (18. November 2005 – 2010 )
- Christoph Chorherr (1997 – 2019)
- Cécile Cordon (2001 – 2005)
- Faika El-Nagashi (2015 – 2019)
- Sabine Gretner (18. November 2005 – 2011)
- Birgit Hebein (2010 – 2019)
- Friedrun Huemer (1991 – 2005)
- Susanne Jerusalem (1991 – 2010)
- Günter Kenesei (1991 – 2005)
- Alev Korun (18. November 2005 – 28. Oktober 2008)
- Peter Kraus (2015–2020)
- Nikolaus Kunrath (2019 − 2025)
- Alessandra Kunz (1996 – 2001)
- Eva Lachkovics (29. Oktober 2008 – 2010)
- Rüdiger Maresch (2001–2020)
- Jean Margulies (1991 – 1996)
- Martin Margulies (2001 − 2025)
- Huem Otero García (2020 − 2025)
- Ömer Öztas (2020 − 2025)
- Peter Pilz (1991 – 1997)
- Sigrid Pilz (2001 – 2012)
- Ingrid Puller (18. November 2005 – 2010, 2014 – 2015)
- Marie Ringler (2001 – 2010)
- Jutta Sander (1991 – 2001)
- Birgit Meinhard-Schiebel (2015–2020)
- Marco Schreuder (18. November 2005 – 2010)
- Claudia Smolik (2001 – 2010)
- Viktoria Spielmann (2020 − 2025)
- Monika Vana (2001 – 2005)
- Maria Vassilakou (1996 – 2001, 2004 – 2010)
- Hannelore Weber (1991 – 1996)